# マルエー
株式会社マルエーは、石川県を営業基盤とするスーパーマーケット「マルエー」を運営する企業である。

## 概要
本社は石川県白山市鶴来本町2丁目ワ26番地。CGCグループに加盟している。埼玉県川口市に本店があり同市を営業基盤とするスーパーマーケット運営会社の株式会社マルエー、沖縄県を基盤とする衣料品販売店の株式会社マルエーや、「マルエー」の店舗名で大阪府を基盤としていたダイエーグループの丸栄商事株式会社（後のグルメシティ近畿）とは関係は全くない。

## 沿革
- 1926年 - 山本甚太郎、鶴来町本町1丁目に塩干物商を開業。
- 1947年 - 山本栄治、二代目を引き継ぐ。
- 1954年 - 有限会社山本商店設立（資本金100万円）
- 1957年 - 金沢店（竪町店）開店。石川県内初のセルフサービス販売を開始。
- 1967年 - 株式会社マルエーに組織変更
- 1980年 - 山本節子、社長に就任
- 1984年 - 資本金4,000万円に増資
- 1990年 - 山本隆、社長に就任
- 2014年 - 電子マネー付ポイントカードBimo（ビーモ）を導入、利用開始[4]
- 2020年 - ニュー三久と共同持株会社｢新栄ホールディングス（HD）｣を設立し経営統合[5][3]
- 2021年 - 全店でd払いの決済に対応開始[6]

特記のない情報の出典

## 展開する店舗

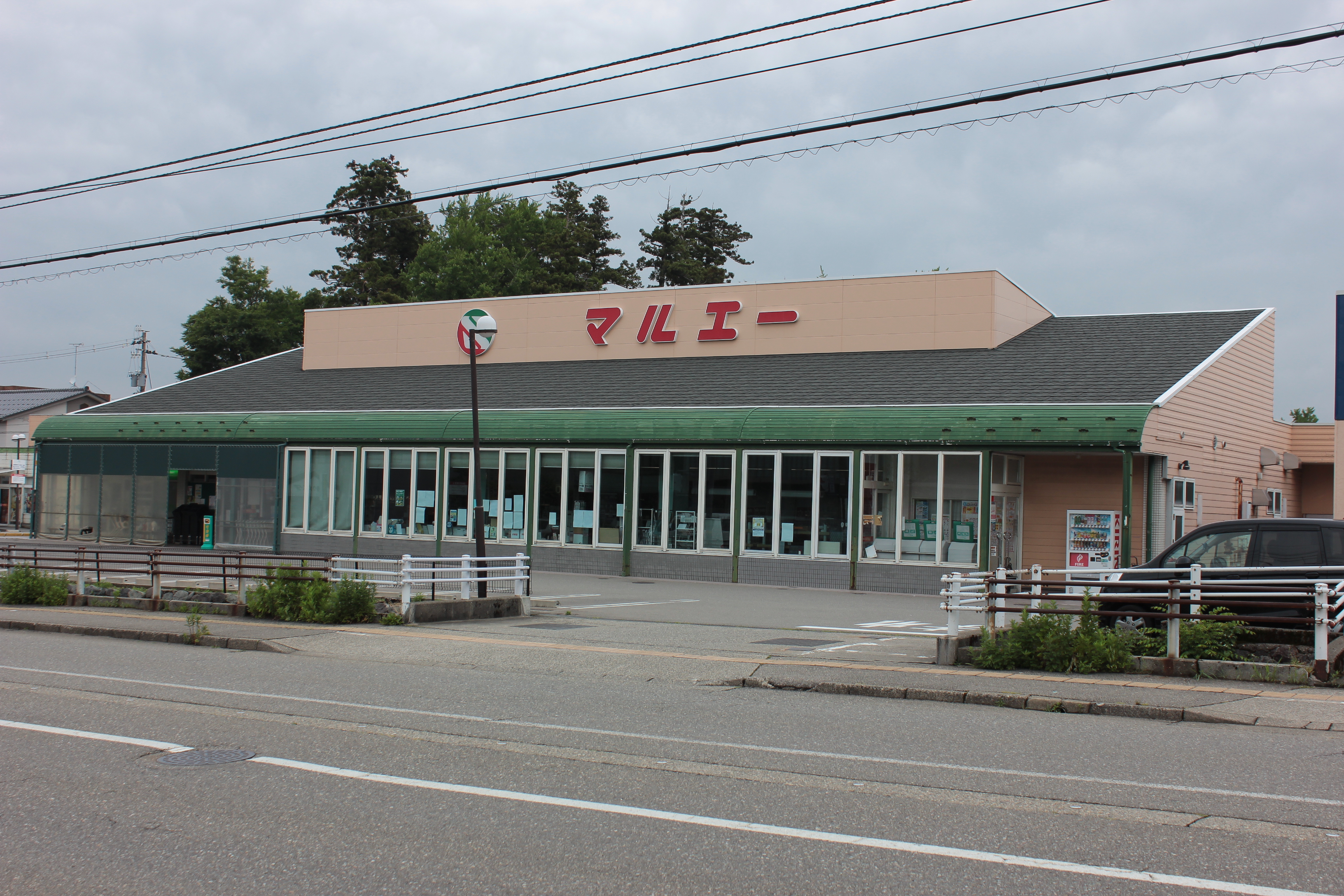
小立野店（金沢市）

詳細は、公式サイトの店舗一覧を参照。
- 金沢市 - 元菊店、間明(まぎら)店、泉野店、久安店、小立野店、春日店、彦三(ひこそ)店
- 白山市 - 松任(まっとう)店、井口店、Let's鶴来店
- 野々市市 - 押野店
- 内灘町 - 内灘店
- 能美市 - 根上(ねあがり)店、寺井店
- 小松市 - 符津店、若杉店、土居原店
- 加賀市 - 加茂店、山中店、大聖寺店

### マルエーmini
都市部の商業施設内や郊外に展開するミニスーパーマーケット。
展開する店舗
- 平和町店[8]
- 香林坊店：香林坊東急スクエア内[8]
- 金石店[9][8]
- 野町店[10]
- 幸町店[7]
- 美川店[8]

### 今後の展開
同社は商圏を絞った小型店の出店をさらに進める方針である。

### かつて存在した店舗
- 金沢市新神田 - 2011年6月12日閉店、跡地にはコンビニエンスストアのセブン・イレブンがオープン。
- 野々市市三納店 - 2013年1月20日、店舗整理の一環として閉店、跡地には大阪屋ショップが居抜き出店。
- 野々市市二日市店 - 2019年6月26日閉店、跡地は平和堂のフレンドマートが居抜き出店[11]。

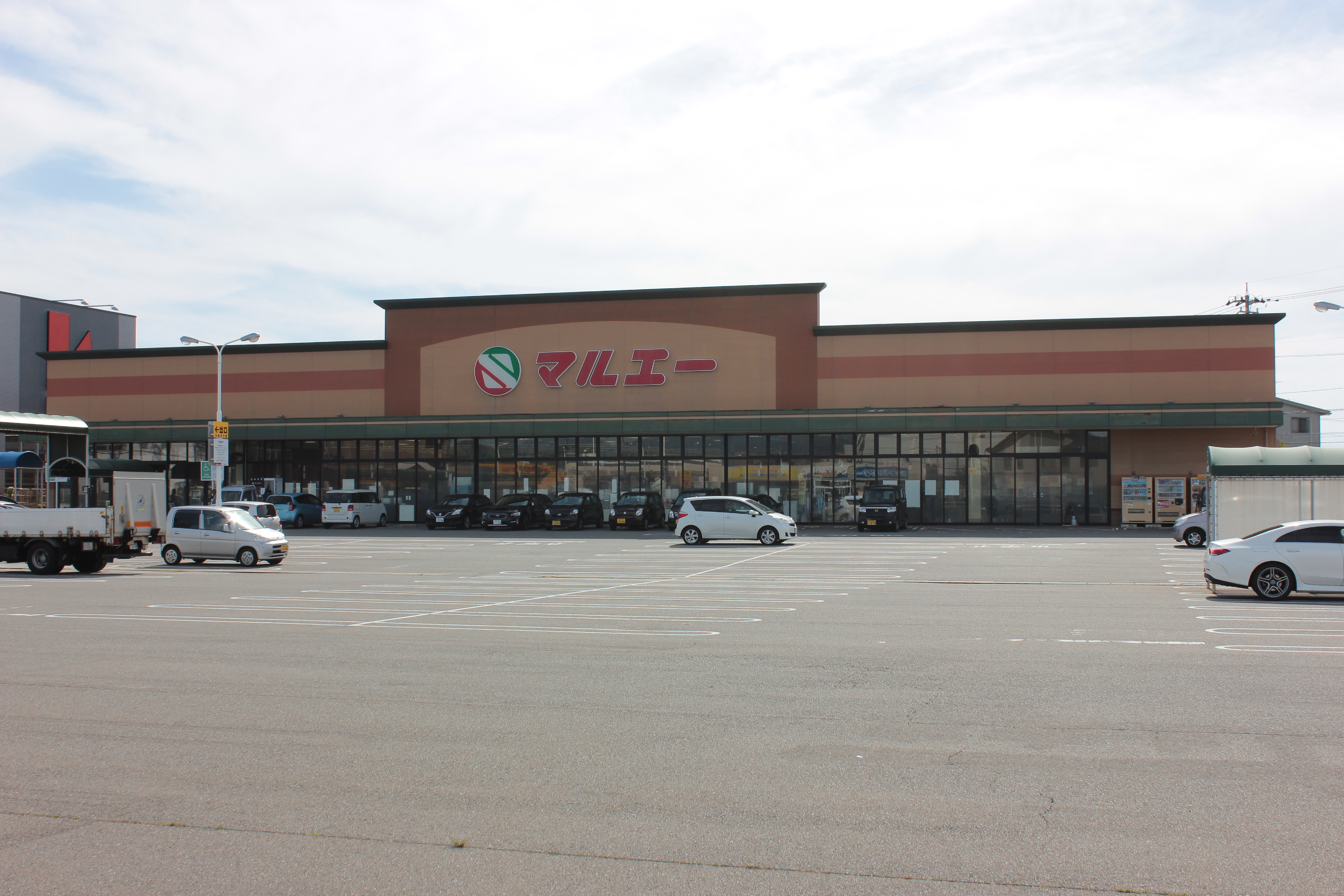
二日市店（野々市市）

- 金沢市藤江北店 - 2019年8月18日閉店、跡地はドラッグストアのスギ薬局が居抜き出店[12][13]。
- 加賀市動橋店 - 2020年4月5日閉店[14]、跡地にはドラッグストアのゲンキーがオープン。
- マルエーminiライブ1店 - 2022年7月閉店[7]。
- 加賀市片山津店 - 2023年8月20日閉店[15]。跡地はイオングループのマックスバリュ北陸が居抜き出店し、小型業態の「マックスバリュエクスプレス」として同年11月24日にオープン[16]。